# Houssine Kharja
Houssine Kharja (Poissy, Francia, 9 de noviembre de 1982) es un exfutbolista marroquí nacido en Francia. Se desempeñó como volante y su último equipo fue el Steaua de Bucarest de la Liga 1 de Rumanía.

## Selección nacional Marruecos
Ha sido internacional con la Selección de fútbol de Marruecos, ha jugado 75 partidos internacionales y ha anotado 11 goles.

### Participaciones Internacionales
| Torneo                         | Sede                      | Resultado    |
| ------------------------------ | ------------------------- | ------------ |
| Copa Africana de Naciones 2004 | Túnez                     | Subcampeón   |
| Copa Africana de Naciones 2006 | Egipto                    | Primera fase |
| Copa Africana de Naciones 2008 | Ghana                     | Primera fase |
| Copa Africana de Naciones 2004 | Gabón y Guinea Ecuatorial | Primera fase |

## Clubes
| Club                    | País     | Año       |
| ----------------------- | -------- | --------- |
| Sporting de Lisboa      | Portugal | 2000-2001 |
| Ternana Calcio          | Italia   | 2001-2007 |
| AS Roma (cedido)        | Italia   | 2005-2006 |
| Piacenza Calcio         | Italia   | 2007-2008 |
| AC Siena                | Italia   | 2008-2009 |
| Genoa CFC               | Italia   | 2009-2011 |
| Inter de Milán (cedido) | Italia   | 2010-2011 |
| Fiorentina              | Italia   | 2011-2012 |
| Al-Arabi                | Catar    | 2012-2013 |
| FC Sochaux              | Francia  | 2014-2015 |
| Steaua Bucarest         | Rumania  | 2015-2016 |

### Distinciones individuales
| Distinción                                        | Año  |
| ------------------------------------------------- | ---- |
| incliudo en el equipo de estrellas africanas      | 2011 |
| Mejor jugador de la historia del Ternana          | 2005 |
| Mejor centrocampista africano                     | 2011 |
| Mejor jugador de la liga de las estrellas (Catar) | 2013 |
| Jugador más buscado de la serie A                 | 2012 |